# Campilobacteriose
Campilobacteriose ou infecção por Campylobacter é uma zoonose comum causada por bactérias Campylobacter, bacilos curvos ou em espiral, gram-negativos, móveis, não-esporuladores. Geralmente é uma gastroenterite com diarreia (frequentemente com sangue), febre, dores abdominais e câimbra. Em recém-nascidos, idosos e imunodeprimidos também pode causar bacteriemia fatal. Nos Estados Unidos, estima-se que a campilobacteriose causa mais de um milhão de casos de intoxicação alimentar por ano.

## Causas
A doença é geralmente causada pelo Campylobacter jejuni ou pelo Campylobacter coli, flora normal do intestino de bovinos, suínos e aves, onde é não causa doenças, mas a doença pode também ser causada por Campylobacter upsaliensis (flora normal em cães e gatos) e, ainda, pelo Campylobacter lari (flora normal em algumas aves).
O C. jejuni também pode causar um efeito auto-imune latente sobre os nervos das pernas, que geralmente aparece várias semanas após um procedimento cirúrgico no abdômen. O efeito é conhecido como polirradiculoneurite aguda ou síndrome de Guillain-Barré, no qual ocorre paralisia ascendente, disestesias geralmente abaixo da cintura, e, nas fases posteriores, insuficiência respiratória.

### Transmissão
Quase 90% dos casos ocorre pelo consumo de carne mal cozida, especialmente frango e carne bovina. Porém, também pode ser transmitida pelo contato direto com animais, bebendo água infectada ou leite não pasteurizado.

## Tratamento
A maioria das pessoas se recupera em 2 a 5 dias depois do aparecimento dos sintomas mesmo sem tratamento, mas devem tomar mais líquidos e descansar enquanto durar a diarreia. azitromicina e fluoroquinolonas (por exemplo, ciprofloxacina) são comumente utilizados para o tratamento destas infecções, mas resistência a fluoroquinolonas é comum.